# Asia Rugby Championship 2016 (dywizje)
Asia Rugby Championship 2016 – druga edycja corocznych zawodów organizowanych pod auspicjami Asia Rugby dla azjatyckich męskich reprezentacji rugby union. Turnieje w ramach niższych od Top 3 dywizji odbywały się od kwietnia do listopada 2016 roku.

## System rozgrywek
Od 2015 roku azjatyckie rozgrywki zostały zreorganizowane. W 2014 roku z Top 5 relegowane zostały dwa zespoły, bowiem w najwyższej klasie rozgrywkowej trzy zespoły miały rywalizować systemem ligowym.
Dywizja 2 rywalizowała w formie turnieju play-off – zwycięzcy półfinałów walczyli o triumf w zawodach, przegrani zaś z tych meczów o utrzymanie się w tej klasie rozgrywek. Pozostałe dywizje rozgrywały zawody systemem kołowym – zwycięzca meczu zyskiwał pięć punktów, za remis przysługiwały trzy punkty, porażka nie była punktowana, a zdobycie przynajmniej czterech przyłożeń lub przegrana nie więcej niż siedmioma punktami premiowana była natomiast punktem bonusowym. 
Turnieje dwóch czołowych dywizji służyły jednocześnie jako pierwszy etap kwalifikacji do Pucharu Świata w 2019.

## Dywizja 1
Turniej Dywizji 1 odbył się w Kuala Lumpur w ciągu trzech meczowych dni pomiędzy 8 a 14 maja 2016 roku i wzięły w nim udział cztery zespoły rywalizujące systemem kołowym. Miejsce Kazachstanu, który wycofał się z zawodów z powodów finansowych, zajął relegowany rok wcześniej Singapur. W turnieju triumfowała reprezentacja Malezji, która jednak odstąpiła od prawa do udziału w barażu o awans do Top 3, spadek zaliczył zaś Singapur.
| 8 maja 201614:30 | Sri Lanka | 33:17 | Singapur | Royal Selangor Stadium, Kuala Lumpur |
| 8 maja 201614:30 |           | 33:17 |          | Royal Selangor Stadium, Kuala Lumpur |

| 8 maja 201616:30 | Malezja | 10:15 | Filipiny | Royal Selangor Stadium, Kuala Lumpur |
| 8 maja 201616:30 |         | 10:15 |          | Royal Selangor Stadium, Kuala Lumpur |

| 11 maja 201614:30 | Filipiny | 24:28 | Singapur | Royal Selangor Stadium, Kuala Lumpur |
| 11 maja 201614:30 |          | 24:28 |          | Royal Selangor Stadium, Kuala Lumpur |

| 11 maja 201616:30 | Malezja | 42:17 | Sri Lanka | Royal Selangor Stadium, Kuala Lumpur |
| 11 maja 201616:30 |         | 42:17 |           | Royal Selangor Stadium, Kuala Lumpur |

| 14 maja 201614:30 | Sri Lanka | 25:21 | Filipiny | Royal Selangor Stadium, Kuala Lumpur |
| 14 maja 201614:30 |           | 25:21 |          | Royal Selangor Stadium, Kuala Lumpur |

| 14 maja 201616:30 | Malezja | 40:20 | Singapur | Royal Selangor Stadium, Kuala Lumpur |
| 14 maja 201616:30 |         | 40:20 |          | Royal Selangor Stadium, Kuala Lumpur |

## Dywizja 2
Turniej Dywizji 2 odbył się w Taszkencie w ciągu dwóch meczowych dni pomiędzy 18 a 21 maja 2016 roku i wzięły w nim udział cztery zespoły rywalizujące systemem pucharowym, a miejsce przesuniętego do Dywizji 1 Singapuru zajęła Tajlandia. W obu spotkaniach wysoko zwyciężyli zawodnicy ze Zjednoczonych Emiratów Arabskich zyskując tym samym awans do Dywizji 1 oraz utrzymanie w systemie kwalifikacji do Pucharu Świata 2019.
|  |                              |                              |                              |                              |    |           |           |       |
|  | Półfinały                    | Półfinały                    | Półfinały                    |                              |    | Finał     | Finał     | Finał |
|  | Półfinały                    | Półfinały                    | Półfinały                    |                              |    | Finał     | Finał     | Finał |
|  | 18 maja 2016                 |                              |                              |                              |    |           |           |       |
|  |                              |                              |                              |                              |    |           |           |       |
|  | Tajlandia                    | Tajlandia                    | 25                           |                              |    |           |           |       |
|  | Tajlandia                    | Tajlandia                    | 25                           | 21 maja 2016                 |    |           |           |       |
|  | Guam                         | Guam                         | 16                           |                              |    |           |           |       |
|  | Guam                         | Guam                         | 16                           |                              |    | Tajlandia | Tajlandia | 18    |
|  | 18 maja 2016                 |                              |                              |                              |    | Tajlandia | Tajlandia | 18    |
|  |                              |                              | Zjednoczone Emiraty Arabskie | Zjednoczone Emiraty Arabskie | 70 |           |           |       |
|  | Zjednoczone Emiraty Arabskie | Zjednoczone Emiraty Arabskie | Zjednoczone Emiraty Arabskie | Zjednoczone Emiraty Arabskie | 70 | 65        |           |       |
|  | Zjednoczone Emiraty Arabskie | Zjednoczone Emiraty Arabskie |                              |                              |    |           |           |       |
|  | Uzbekistan                   | Uzbekistan                   | 13                           |                              |    |           |           |       |
|  | Uzbekistan                   | Uzbekistan                   | 13                           | Mecz o 3. miejsce            |    |           |           |       |
|  |                              |                              |                              |                              |    |           |           |       |
|  | 21 maja 2016                 |                              |                              |                              |    |           |           |       |
|  |                              |                              |                              |                              |    |           |           |       |
|  | Guam                         | Guam                         | 23                           |                              |    |           |           |       |
|  | Guam                         | Guam                         | 23                           |                              |    |           |           |       |
|  | Uzbekistan                   | Uzbekistan                   | 22                           |                              |    |           |           |       |
|  | Uzbekistan                   | Uzbekistan                   | 22                           |                              |    |           |           |       |

| 18 maja 201614:00 | Tajlandia | 25:16 | Guam | Dustlik, Taszkent |
| 18 maja 201614:00 |           | 25:16 |      | Dustlik, Taszkent |

| 18 maja 201616:00 | Zjednoczone Emiraty Arabskie | 65:13 | Uzbekistan | Dustlik, Taszkent |
| 18 maja 201616:00 |                              | 65:13 |            | Dustlik, Taszkent |

| 21 maja 201616:00 | Tajlandia | 18:70 | Zjednoczone Emiraty Arabskie | Dustlik, Taszkent |
| 21 maja 201616:00 |           | 18:70 |                              | Dustlik, Taszkent |

| 21 maja 201614:00 | Guam | 23:22 | Uzbekistan | Dustlik, Taszkent |
| 21 maja 201614:00 |      | 23:22 |            | Dustlik, Taszkent |

## Dywizja 3

### Dywizja 3 Zachodnio-Centralna
Turniej Dywizji 3 WC odbył się w Katarze w ciągu trzech meczowych dni pomiędzy 16 a 22 kwietnia 2016 roku i wzięły w nim udział trzy zespoły rywalizujące systemem kołowym. W zawodach zwyciężyła niepokonana reprezentacja Kataru.
| 16 kwietnia 201618:00 | Katar | 35:12 | Iran | Aspire Rugby Football Centre, Doha |
| 16 kwietnia 201618:00 |       | 35:12 |      | Aspire Rugby Football Centre, Doha |

| 19 kwietnia 201619:00 | Iran | 12:34 | Liban | Aspire Rugby Football Centre, Doha |
| 19 kwietnia 201619:00 |      | 12:34 |       | Aspire Rugby Football Centre, Doha |

| 22 kwietnia 201618:00 | Katar | 25:19 | Liban | Aspire Rugby Football Centre, Doha |
| 22 kwietnia 201618:00 |       | 25:19 |       | Aspire Rugby Football Centre, Doha |

### Dywizja 3 Zachodnia
W turnieju Dywizji 3 W zaplanowanym w Jordanii w dniach 26–29 kwietnia 2016 roku miały wziąć udział trzy narodowe reprezentacje, jednak po wycofaniu się Syrii jej miejsce zajęła drużyna UAE Shaheen. Gospodarze wygrali oba rozegrane spotkania, a dla Arabii Saudyjskiej był to debiut na arenie międzynarodowej.
| 26 kwietnia 201616:00 | Jordania | 41:12 | UAE Shaheen | Petra University, Amman |
| 26 kwietnia 201616:00 |          | 41:12 |             | Petra University, Amman |

| 29 kwietnia 201616:00 | Jordania | 43:13 | Arabia Saudyjska | Petra University, Amman |
| 29 kwietnia 201616:00 |          | 43:13 |                  | Petra University, Amman |

### Dywizja 3 Wschód
Trzy turnieje we wschodniej i południowej Azji zostały zaplanowane na październik i listopad 2016 roku, ostatecznie jednak połączono je w jeden w Tajlandii w dniach 6–9 listopada 2016 roku, w którym miały wziąć udział cztery reprezentacje. Po wycofaniu się dwóch z nich został rozegrany jeden mecz, w którym Laos wysoko pokonał Indonezję.
| 5 listopada 201615:45 | Indonezja | 12:48 | Laos | Queen Sirikit Stadium, Bangkok |
| 5 listopada 201615:45 |           | 12:48 |      | Queen Sirikit Stadium, Bangkok |